# Les Sœurs Étienne
Les Sœurs Étienne (Die Schwestern Étienne) war ein französisches Gesangsduo bestehend aus Louise und Odette Étienne, das in den 1940er- bis Mitte der 1950er-Jahre in Frankreich erfolgreich war. Sie sangen in Swing-Orchestern. Ihr Repertoire bestand vielfach aus adaptierten amerikanischen Hits neben französischem Chanson-Repertoire.

## Geschichte
Die Schwestern Louise (* 3. September 1924 in Reims; 22. März 2016 in Paris) und Odette (* 21. März 1928 in Reims; 18. Juli 2013 in Asnières-sur-Seine) kamen aus Reims, wo sie schon mit ihrer musikalischen Familie erste Erfolge hatten, und kamen 1943 nach Paris. Sie sangen zunächst als Amateure in Kinos und Cabarets am linken Seineufer. Eine Radioübertragung verschaffte ihnen Aufmerksamkeit und sie nahmen mit dem Orchester von Jacques Hélian und Raymond Legrand auf (mit letzterem 1948 die zweite Aufnahme von „C’est si bon“) und auch mit dem Glenn Miller Orchester. Um 1955 zogen sie sich in ihr Privatleben zurück, traten aber nochmals in den 1980er-Jahren gelegentlich auf (zum Beispiel in verschiedenen Fernsehserien wie Trente-six chansons) und wurden neu aufgelegt bei Pathé Marconi.
Zu ihren Gesangsnummern zählten neben C’est si bon: De temps en temps, Revoir la France, Marchand de fleurs, Plus je t’embrasse, Le manège aux souvenirs, Après la pluie, Le beau temps, Qui sait, qui sait, qui sait ?, Chacun son bonheur, Au pays des merveilles, Cinq minutes de plus und Faire le tour de France (sie spielten auch im Rahmen der musikalischen Karawane der Tour).
Odette Étienne war 1952 bis 1957 mit dem Sportjournalisten Jacques Goddet (1905–2000) verheiratet. Während die ältere Louise braunhaarig war, war die Schwester Odette blond.